# Крайстчерч (городской центр)
Городской центр Крайстчерча — географический центр, «сердце» Крайстчерча в Новой Зеландии. К городскому центру относят область между четырьмя улицами: Били-авеню, Фитцжеральд-авеню, Мурхаус-авеню и Динс-авеню. Городской центр плотно застроен жилыми зданиями, образовательными учреждениями и предприятиями. Зелёные зоны есть в парке Хэгли, ботаническом саду и в районе кладбища на Барбадос-стрит.
Городской центр сильно пострадал при землетрясении 2010 года и был практически разрушен во время землетрясения 2011 года. По состоянию на конец 2011 года, большая часть городского центра, т. н. «красная зона», была закрыта для посещения, так как там до сих пор остаётся много разрушенных высотных зданий. Попасть туда могли только уполномоченные подрядчики. Тем не менее, были рассмотрены предложения о переносе городского центра в другое место. Они были признаны нерентабельными (по большей части инфраструктура сильно не пострадала) и не целесообразными, поскольку восстановленный центр города должен будет соответствовать современным строительным стандартам и выдерживать подобные землетрясения и разжижения грунтов в будущем

## География
В центре города расположена Кафедральная площадь, на которой стоит англиканский кафедральный собор. Область вокруг этой площади, находящаяся между четырьмя авеню, считается городским бизнес-центром.
Городской центр имеет прямоугольную планировку, прерываемую лишь руслом реки Эйвон, и двумя улицами, идущими по диагонали: Хай-стрит и Виктория-стрит. В Крайстчерче есть четыре пары улиц с односторонним движением. Планировка центра в пределах крайних улиц с односторонним движением очень строгая, прямоугольная. Это область, которая была заложена при первоначальном заселении города. Окрестности центра, то есть области за крайними улицами с односторонним движением, были застроены позже и не имеют строгой планировки.
Как и в большей части города, рельеф городского центра относительно плоский.

## История

### Европейское поселение

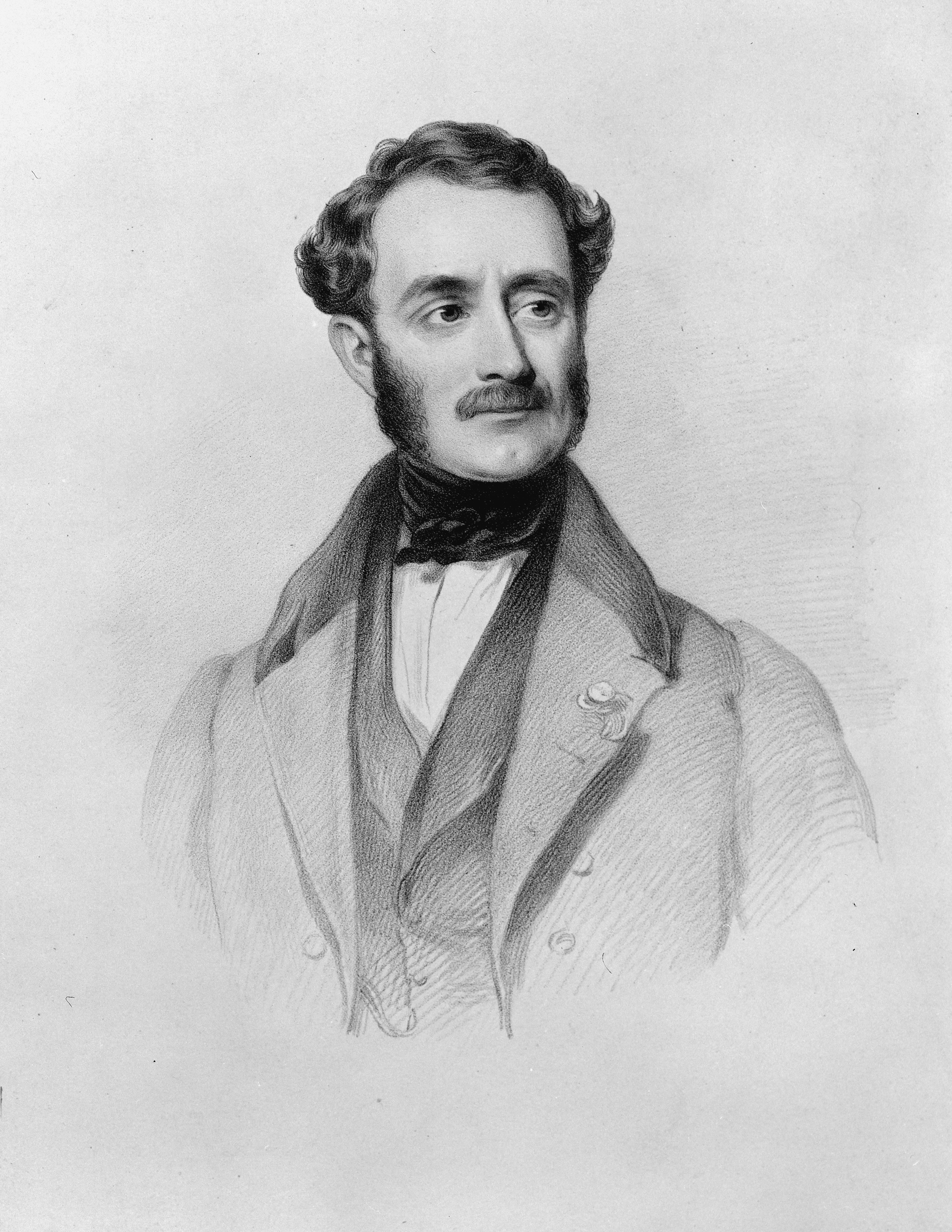
1840 г., портрет капитана Джозефа Томаса, основателя Литтелтона, Самнер (Новая Зеландия) и Крайстчерча

Поселение европейцев в Крайстчерче было основано Кентерберийской ассоциацией, основанной в Лондоне в 1848 году. В том же году Кентерберийская ассоциация отправила капитана Джозефа Томаса в сопровождении геодезистов, чтобы выбрать и подготовить место для поселения. Томас поначалу заложил поселение в гавани Литтелтон, но когда он понял, что там недостаточно плоская земля, несоответствующая требованиям Кентерберийской ассоциации, он переместил Крайстчерч в местечко, где он ранее заложил поселение «Стратфорд». Это было место у реки Эйвон, где прибывающие вверх по реке впервые встречали слегка приподнятую и сухую землю. В те времена река Эйвон была судоходной до местечка «Кирпичи», чуть выше по течению от моста на улице Барбадос. Берег реки в этом месте был отмечен пирамидой из камней и получил своё название в 1840 году, когда братья Динс разгрузили в этом месте кирпичи для своей усадьбы в Риккартоне.

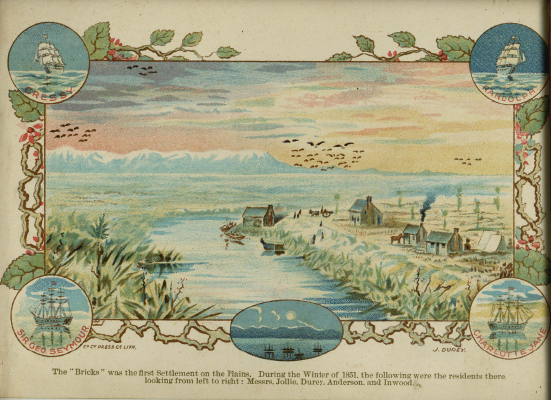
Кирпичные дома на южном берегу реки Эйвон. Одна из хижин, предположительно, принадлежала Джозефу Томасу. На вставках показаны первые четыре судна, на которых прибыли колонисты в 1850 году. Художник — Джон Дьюри, 1851 год.

### План застройки поселения
Крайстчерч является одним из четырёх городов в мире, застройка которых была тщательно спланирована по одному и тому же макету: центральный квартал города, четыре прямоугольных квартала вокруг него и парковые зоны вокруг центра города. Первым городом, построенным по этому шаблону была Филадельфия, затем были построены Саванна и Аделаида. Четвёртым городом стал Крайстчерч. Таким образом, Крайстчерч получил важное наследие и приобрёл основу для дальнейшего развития.
План Томаса по строительству Крайстчерча (предложенный маркшейдером Эдвардом Джолли в марте 1850 г.) был «стандартным» прямоугольным планом колониального поселения (принятым для удобства съёмки и для облегчения продажи земельных участков). Томас не позволил Джолли включить в план для разнообразия улицы в форме полумесяца, однако русло реки Эйвон, извиваясь, проходило по всему поселению. Две диагональные улицы (Хай-стрит / Ферри-Роад, ведущая к Ферримиду, долине Хиткот и Самнеру, а также Виктория-стрит / Папануи-Роад, ведущая к чащобе Папануи) также нарушили стройность прямоугольного плана поселения. В самом центре города располагалась «Площадь» (на которой на самом деле был перекрёсток), которая должна была служить главным центром города и местом предлагаемого строительства собора и гимназии. К востоку и северо-западу от площади располагались ещё два «квадрата» (площади Латимер и Кранмер, фактически прямоугольные), которые были размещены примерно на одинаковом удалении от центра с учётом диагональной линии русла реки Эйвон, протекающей через город по диагонали с запада на север от центральной площади.
В первоначальном прямоугольном плане застройки поселение ограничивалось улицами Солсбери-стрит на севере, Сейнт-Асаф-стрит на юге, Барбадос-стрит на востоке и авеню Роллстон/парком на западе. С внешней стороны, между этими улицами и границами северного, восточного и южного поясов застройки (Били, Фицджеральд и Мурхаус авеню) были «городские резервы», то есть земли, предназначенные для немедленной продажи. Они были проданы правительству провинции в конце 1850-х годов для решения финансовых проблем. Улицы на оригинальном плане были спроектированы, в основном, до поясов застройки, поэтому схема расположения улиц на территории бывших «городских резервов» стала менее стройной и систематичной. Названия улиц центральной части города практически все даны в честь английского колониального происхождения поселения. Названия, выбранные позже, были даны в честь выдающихся людей в раннем Крайстчерче. Джолли объяснил в своём дневнике, как улицам давались названия:

Названия улиц в трёх заложенных мною поселениях были взяты из церковной иерархии и было это примерно так: как только я закончил карту и дал её Томасу, он надел золотые очки и попробовал зачитать имена епископов, чтобы послушать, хорошо ли они звучат. Если я соглашался с ним, я писал название на одной из безымянных улиц.
Литтелтон был первым городом, получившим лучшие названия для улиц, Самнер был следующим, а Крайстчерчу, как самому молодому, пришлось довольствоваться главным образом ирландскими и колониальными епархиями в качестве названий улиц. Этим и объясняется то, что некоторым, не знающим обстоятельств, кажется странным, а именно: многие из лучших английских епархий не представлены, в отличие от ирландских и колониальных. Самнер на самом деле умер слишком поздно, чтобы использованные имена снова использовались в Крайстчерче.
Оригинальный текст (англ.)The names of the streets of the three towns I surveyed were taken from Bishoprics and the way it was done was this; as soon as I completed the map I took it to Thomas who putting on his gold spectacles and opening his would read out a Bishop's name to hear if it sounded well. If I agreed with him that it did, I put the name to one of the streets requiring baptism. Lyttelton being the first born town got the best names for its streets, Sumner being next had the next best and Christchurch being the youngest had to be content with chiefly Irish and Colonial bishoprics as names for its streets. This accounts for, what to anyone not knowing the circumstances, appears strange, viz: that many of the best English Bishoprics are not represented while Irish and Colonial ones are. Sumner in fact died too late for the names there used to be again employed in Christchurch.— 
На оригинальном плане поселения 1850 года в северо-западном углу «городских резервов» (между рекой Эйвон, Фитцжеральд, Били авеню и Барбадос-стрит) была отмечена небольшая прямоугольная область к западу от Барбадос-стрит, предназначенная для городского кладбища.
Следующие улицы были указаны на первом плане поселения в 1850 году: (названия, данные основателями поселения, отмечены символом ☛)

#### Улицы, идущие с севера на юг
- Динс-авеню (англ. Deans Avenue) — первоначально называлась Вест Белт (англ. West Belt, Западный пояс). В 1905 году была переименована в Роллстон-авеню, но снова была переименована в Вест Белт в 1906 году. Своё нынешнее название улица получила по имени семьи Динс, проживавшей с 1843 года на ферме в Риккартоне[5].
- Харпер-авеню (англ. Harper Avenue) — первоначальное название Парк-Роуд (англ. Park Road) и Норс Парк-Роуд (англ. North Park Road). Улица получила это название, так как шла около Хэгли-парка. Она была переименована в Харпер-авеню по решению городского совета 18 мая 1931 года в честь отправившегося в отставку председателя Christchurch Domains Board Джорджа Харпера (1843—1937)[6].
- Роллстон-авеню (англ. Rolleston Avenue) — ранее улица принадлежала Антигуа-стрит. Участок между Кембридж Террас и Арма-стрит был переименован в честь Уильяма Роллстона[англ.] 11 января 1903 года, примерно за месяц до его смерти. Эта улица была выбрана для переименования, так как он был связан с Кентерберийским колледжем (сейчас Центр искусств Крайстчерча), расположенным на Антигуа-стрит. Кроме того, здесь было решено поставить памятник Роллстону[англ.][7].
- Парк Террас (англ. Park Terrace) — улица, обозначенная как Милл-Роуд, впервые появилась на карте 1862 года. Название «Парк Террас» улица получила потому, что она прилегает к Хэгли-парку. Первые упоминания улицы с таким названием относятся к 1880 году[8].
- Кранмер-сквер (англ. Cranmer Square) ☛ — по названию одноимённой площади, прилегающей к улице. Название дано в честь епископа из Оксфорда, мученика Томаса Кранмера[5].
- Монреаль-стрит (англ. Montreal Street) ☛ — улица названа в честь англиканской епархии Монреаля[англ.] в Канаде. Основатели использовали английские епархии для наименования улиц в колониях-поселениях[8].
- Дарем-стрит (англ. Durham Street) ☛ — улица, названная в честь епархии Дарема[англ.]. 21 октября 1985 года городской совет постановил две части Дарем-стрит (между Глочестер-стрит и Кэшел-стрит, которая является частью Кембридж Террас) переименовать в Дарем-стрит Северную и Южную (англ. Durham Street North and South) соответственно[5].
- Коломбо-стрит[англ.] (англ. Colombo Street) ☛ — улица, названная в честь колониальной англиканской епархии Коломбо, в те времена известной как Цейлон[5].
- Манчестер-стрит (англ. Manchester Street) ☛ — улица названа в честь Уильяма Монтегю, 7-го герцога Манчестерского, члена Кентерберийской ассоциации в 1848 году[8].
- Латимер-сквер (англ. Latimer Square) ☛ — улица, прилегающая к площади Латимер и названная в честь епископа из Оксфорда, мученика Хью Латимера[8].
- Мадрас-стрит (англ. Madras Street) ☛ — улица, названная в честь колониальной англиканской епархии Мадраса (ныне известного как Ченнаи) в Индии[8].
- Барбадос-стрит (англ. Barbadoes Street) ☛ — улица, названная в честь англиканской колониальной епархии Барбадоса[англ.] в Вест-Индии, ныне известной как Карибы. Местное произношение названия «Барбадос» с дополнительной буквой «е» (англ.) связано с тем, что так оно было написано на плане поселения Эдварда Джолли[9].
- Фицджеральд-авеню (англ. Fitzgerald Ave) — первоначально улица называлась Ист-Таун-Белт и Итс-Белт (англ. East Town Belt и англ. East Belt). Улица была переименована по решению городского совета 11 января 1904 года в память о Джеймсе Фицджеральде[англ.][6].

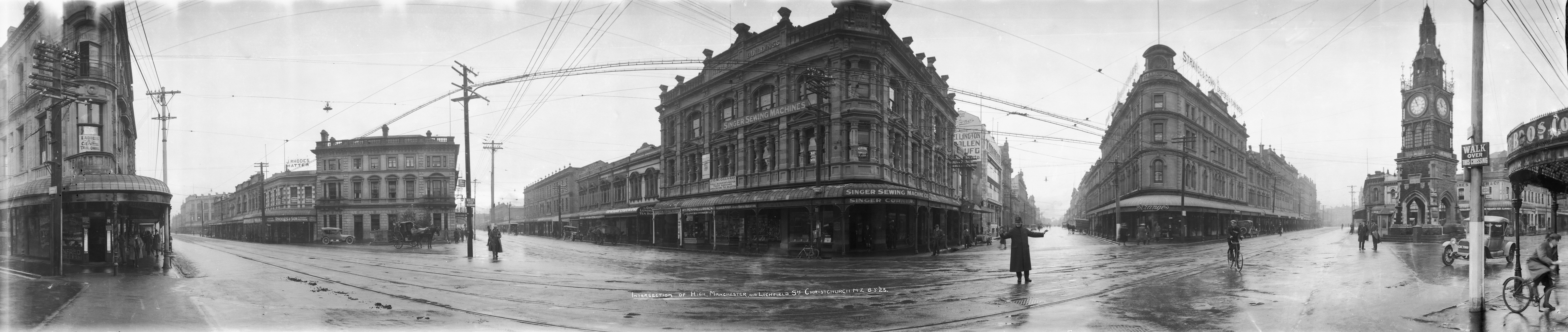
Перекрёсток Хай-стрит, Манчестер-стрит и Личфилд-стрит, 8 мая 1923 года

#### Улицы, идущие с востока на запад
- Били-авеню (англ. Bealey Avenue) — ранее улица называлась Норс-Белт и Норс-Таун-Белт (англ. North Belt, англ. North Town Belt). 11 января 1904 года она была переименована в честь третьего суперинтенданта[англ.] Кентербери Самюэля Били[англ.], владевшего землёй в этом районе[9].
- Солсбери-стрит ☛ — улица была названа в честь английского диоцеза Солсбери[7].
- Питерборо-стрит (англ. Peterborough Street) ☛ — улица была названа в честь англиканского диоцеза Питерборо[англ.][8].
- Килмор-стрит (англ. Kilmore Street) ☛ — улица была названа в честь ирландского диоцеза Килмора[англ.][6].
- Честер-стрит (англ. Chester Street) ☛ — улица была названа в честь английского англиканского диоцеза Честера[англ.]. В 1883 году улица фигурировала в каталогах как Честер-стрит между Ист-Таун-Белт и Коломбо-стрит, а также как Честер-стрит-Вест между Кембридж Террас и Парк Террас. Затем на короткий промежуток времени в 1950-х годах Честер-стрит-Вест была переименована в Кранмер Террас, так как образовывался разрыв по Честер-стрит между Коломбо-стрит и Кембридж Террас. Улица обрела своё прежнее название после того, как местные жители пришли к выводу, что образуется путаница с Кранмер-сквер[5].
- Арма-стрит (англ. Armagh Street) ☛ — улица была названа в честь диоцеза Арма[англ.][9].
- Глостер-стрит (англ. Gloucester Street) ☛ — улица была названа в честь диоцеза Глостера[англ.][6].
- Вустер-стрит (англ. Worcester Street) ☛ — улица была названа в честь англиканского диоцеза Вустера[англ.][10].
- Херефорд-стрит (англ. Hereford Street) ☛ — улица была названа в честь диоцеза Херефорда[англ.].
- Кэшел-стрит (англ. Cashel Street) ☛ — улица была названа в честь диоцеза Кэшела[англ.][5].
- Личфилд-стрит (англ. Lichfield Street) ☛ — улица была названа в честь диоцеза Личфилда[англ.][8].
- Туам-стрит (англ. Tuam Street) ☛ — улица была названа в честь ирландского диоцеза Туама[англ.][10].
- Сейнт-Асаф стрит (англ. St Asaph Street) ☛ — улица была названа в честь диоцеза Сейнт-Асафа[англ.] в Уэльсе[7].
- Мурхаус-авеню (англ. Moorhouse Avenue) ☛ — первоначально улица называлась Саут-Белт и Саут-Таун-Белт (англ. South Belt, англ. South Town Belt). 11 января 1903 года она была переименована в честь второго суперинтенданта Кентербери Уильяма Сефтона Мурхауса[англ.], выступавшего за развитие железнодорожной линии Крайстчерч-Литтелтон[англ.] и железнодорожного туннеля Литтелтон[англ.]. Таким образом, проспект, примыкающий к железной дороге, было решено назвать его именем[8].

#### Другие улицы
- Кембридж Террас (англ. Cambridge Terrace) ☛ — улица, названная в честь Кембриджского университета в Великобритании. Дорогу, протянувшуюся вдоль реки Эйвон от рыночной площади (ныне площадь Виктории) до Форестерс-холл, рядом с Оксфордом-на-Эйвоне и Сообществом Планкет[англ.], слегка изгибающуюся в сторону центра досуга, поначалу планировалось назвать Ватерлоо Террас. Эйвонсайд-роуд тогда начиналась к югу от кладбища на Барбадос-стрит, примыкала к берегу реки, пересекала её, шла к востоку от Барбадос-стрит и выходила на Фицджеральд-авеню[5].
- Оксфорд Террас (англ. Oxford Terrace) ☛ — улица получила название в честь Оксфордского университета. Джон Роберт Годли, один из основателей Крайстчерча, учился в Крайст-Черч, одном из колледжей Оксфордского университета[8].
- Виктория-стрит (англ. Victoria Street) — первоначально называлась Уотли-роуд, по имени Ричарда Уотли, члена Кентерберийской ассоциации. Улица была переименована в Виктория-стрит в 1877 году после петиции о переименовании, подписанной 61 местными жителями. Нынешнее название дано в память о Королеве Виктории[10].
- Хай-стрит (англ. High Street) — первоначально называлась Самнер-роуд, так как вела к поселению Самнер. В те времена Самнер имел важное значение для Крайстчерча, будучи расположенным по дороге через холмы Порт Хиллз[англ.], соединяющей Литтелтон с Самнером. Участок к северу от Сейнт-Асаф-стрит был переименован в Хай-стрит[6].
- Ферри-роуд (англ. Ferry Road) — участок улицы в городском центре сначала назывался Самнер-роуд. Часть улицы к югу от Сейнт-Асаф-стрит была переименована в Ловер-Хай-стрит, а затем в Ферри-роуд[6].

### Члены Кентерберийской ассоциации
Первыми переселенцами от Кентерберийской ассоциации были Эдвард Уэйкфилд и Джон Роберт Годли. Годли со своей семьёй отправился в Новую Зеландию в начале 1850 года для наблюдения за подготовкой к строительству поселения (геодезической разведкой, проведением дорог, строительством жилья), проводимой командой капитана Джозефа Томаса. Была проделана большая работа, но не всё было готово, когда прибыли первые корабли с поселенцами, а Годли был вынужден остановить работы из-за огромных долгов Томаса перед Ассоциацией. Суда Шарлотта-Джейн и Рэндольф прибыли в бухту Литтелтон 16 декабря 1850 года, Сэр Джордж Сеймур — 17 декабря, и Кресси — 27 декабря 1850 года. Они отправились из Англии в сентябре 1850 года. Поселенцы, прибывшие на этих первых четырёх кораблях, британской прессой были названы «паломниками Кентербери». Вслед за ними в течение 2,5 лет на 24 судах Кентерберийской ассоциации прибыли около 3500 поселенцев.

### Землетрясения 2010/2011
Городской центр стал одним из самых пострадавших районов Крайстчерча в результате землетрясения 2010 года. Фасады многих зданий рухнули и власти вынуждены были оцепить большие площади центральной части города после катастрофы. Манчестер-кортс, самое высокое коммерческое здание в Крайстчерче, построенное в 1905—1906 годах, и относящееся к I категории исторических зданий, получило серьёзные структурные повреждения и стало первым крупным зданием, которое было снесено. Снос был закончен за несколько дней до землетрясения 2011 года.
Это землетрясение магнитудой 6,3 произошло 22 февраля 2011 года в 12:51 по местному времени. Его эпицентр был ближе к городу, чем в 2010 году. Несмотря на то, что мощность толчков была меньше, чем при предыдущем землетрясении, его интенсивность и количество разрушений были оценены в IX баллов по шкале Меркалли. Землетрясение стало одним из самых разрушительных в Новой Зеландии и привело к гибели 185 человек — граждан более чем 20 стран. Строительные нормы и правила Новой Зеландии не были рассчитаны на подобные стихийные бедствия. Кафедральный собор Крайстчерча лишился своего шпиля, а городские здания, которым был нанесён ущерб во время землетрясении 4 сентября 2010 года и последовавших за ним афтершоков, получили ещё большие повреждения.
Было разрушено и снесено много исторических зданий, а многие из высотных зданий, например башня Клэрдон подлежат сносу.

## Физико-географические характеристики

### Обзор
В городском центре расположены более 450 предприятий розничной торговли и более 130 кафе, ресторанов, баров и клубов. Здесь был самый большой выбор модной одежды и аксессуаров, продуктов, кафе и развлечений на Южном острове.
В центре города находится ряд жилых районов, в том числе Иннер-сити-ист (англ. Inner City East), Иннер-сити-вест (англ. Inner City West), Эйвон-луп (англ. Avon Loop), Моа-Нейборхуд (англ. Moa Neighbourhood) и Виктория (англ. Victoria). В южной части Туам-стрит находятся несколько коммерческих предприятий и предприятий лёгкой промышленности. Политехнический институт технологий Крайстчерча является главным образовательным учреждением в центре города, обеспечивающим обучение более чем 6000 студентов дневной формы обучения.
Кафедральная (Соборная) площадь была популярна среди жителей и гостей города. На ней организовывались различные развлекательные мероприятия, такие, как например: уголок ораторов, организованный «Новозеландским Чародеем» Яном Брекенбери Ченнеллом и евангелистом Реем Комфортом.
В 1995 году по туристическому кольцевому маршруту в центре города был запущен старинный трамвай. В 2010 году трамвайную линию продлили на юг, чтобы маршрут образовывал восьмёрку.
В 2010 году городской совет Крайстчерча выпустил «Город для людей. План действий», программу развития до 2022 года по улучшению общественных мест в городском центре для привлечения местных жителей и гостей города. Основной задачей программы является снижение влияния частных автомобилей и повышение комфорта для пешеходов и велосипедистов. План основан на докладе, подготовленном для городского Совета датской дизайнерской компанией Gehl Architects.

### Окрестности
Городской центр включает в себя пешеходные улицы Кашел-стрит и Хай-стрит. Эта часть города называется «Сити Молл». На западе пешеходная аллея начинается от Моста памяти, одного из главных городских военных мемориалов; на пересечении Кэшел-стрит и Хай-стрит находилась популярная среди молодёжи круглая площадка Хак-Серкл, а часть Хай-стрит от этого места до пересечения с Коломбо-стрит и Херефорд-стрит формирует оставшуюся часть пешеходной зоны. Концепция пешеходной зоны возникла в 1965 году как часть плана по реконструкции города. Проект был представлен общественности в 1968 году, а затем в 1979 году снова пересмотрен. В 1981 году городской совет Крайстчерча совместно с ассоциацией предпринимателей Кэшел и Хай-стрит утвердили проект и приступили к его реализации. Улицы были закрыты для автомобильного движения 11 января 1982 года, а 7 августа 1982 года бывший мэр города, сэр Хэмиш Хэй официально открыл пешеходную аллею.

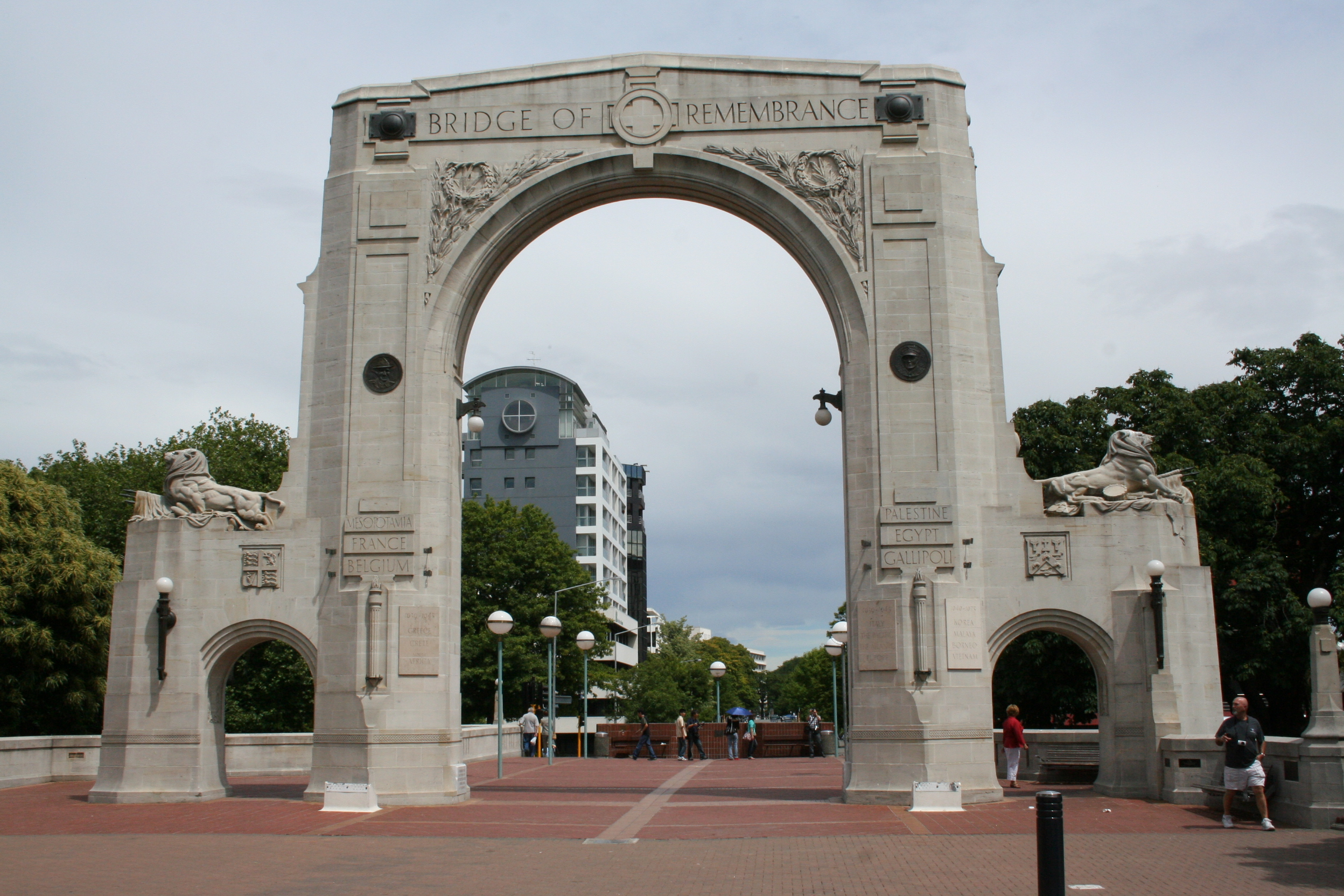
Мост памяти на Кэшел-стрит

 17 декабря 2009 года обновлённый «Сити Молл», включивший туристический трамвайный маршрут, открыл мэр Боб Паркер.
Мост Памяти был открыт в День перемирия, 11 ноября 1924 года, генерал-губернатором, адмиралом флота, лордом Джеллико, ранее заложившим первый камень в День АНЗАК, 25 апреля 1923 года. Затем автомобильная дорога в районе моста была ликвидирована, а на коротком отрезке между Оксфорд Террас и Кембридж Террас 25 апреля 1977 года капитаном Чарльзом Апхемом была открыта пешеходная зона, то есть этот участок стал пешеходной зоной за пять лет до открытия «Сити Молла».
Ещё одна пешеходная улица Крайстчерча — Нью-Риджент-стрит, на которой находятся здания испанской Миссии. Улица стала пешеходной, так как в 1995 году она стала частью туристического трамвайного маршрута.
Городской совет Крайстчерча рассматривал превращение части Оксфорд Террас (на участке между Кэшел-стрит и Херефорд-стрит), известной как «Сектор» в пешеходную зону на неполный рабочий день (с 11 вечера до 5 утра).

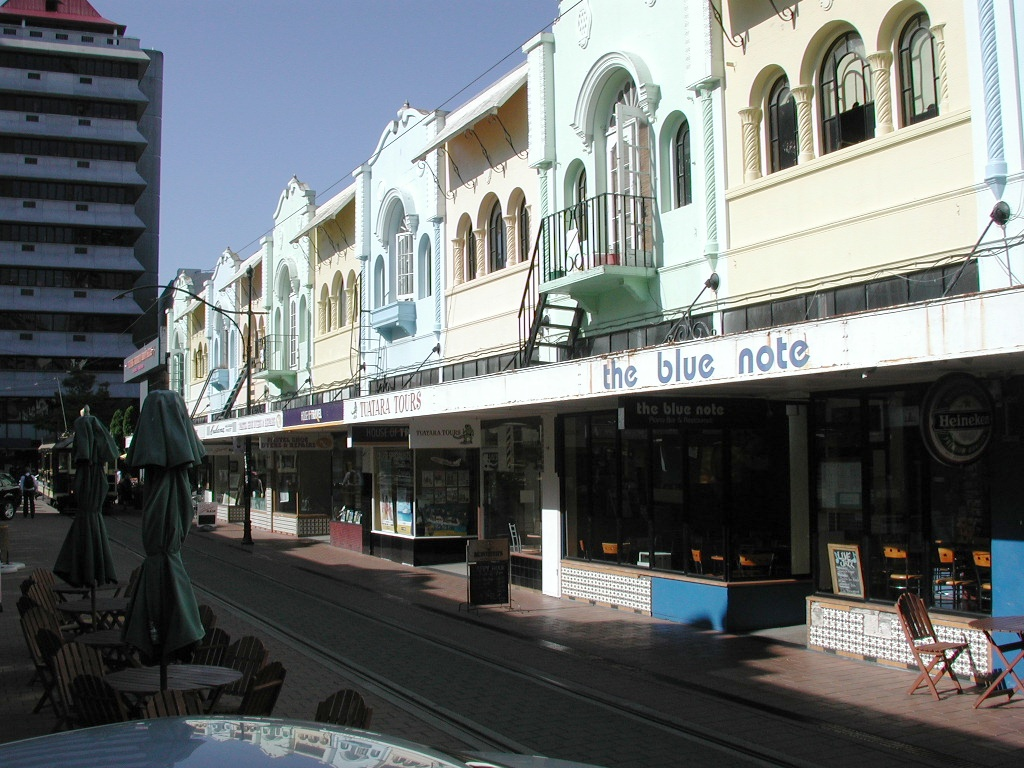
Фасады зданий испанской Миссии на Нью-Риджент-стрит

Около 2005 года в городском центре были созданы две зоны — Тополиная Аллея (англ. Poplar Lane) и Южный Личфилд (англ. South of Lichfield) или площадь Сол (англ. SOL Square). В этих двух районах находится большое количество баров и ведётся очень активная ночная жизнь. Они дополняют «Сектор», часть Оксфорд Террас, где с 1990 года начали развиваться индустрия питания на открытом воздухе (стритфуд) и всевозможные ночные развлечения.
Культурная жизнь представлена яркими сценами постоянно меняющегося искусства, живописи, культурными и историческими достопримечательности на площади менее одного квадратного километра. Здесь находятся Центр искусств Крайстчерча, Музей Кентербери, Художественная галерея Крайстчерча и Центр современного искусства. Посещение в основном бесплатное.

### Исторические здания
В городском центре Крайстчерча находится большое количество исторических зданий, находящихся в ведении Фонда по охране исторических мест Новой Зеландии. Многие из этих зданий получили повреждения после недавних землетрясений. Некоторые исторические здания рухнули во время землетрясения в феврале 2011 года, например, Каменная Палата зданий провинциального Совета Кентербери. Многие из этих зданий уже снесены, например, St Elmo Courts, Здание The Press или Церковь Святого Луки. Судьба прочих исторических зданий пока неизвестна (например, Центра Питерборо).

### Население
Численность населения городского центра имеет тенденцию к увеличению. По данным последних трёх переписей населения она составляла:
| Перепись, год   | 1996 | 2001 | 2006 |
| --------------- | ---- | ---- | ---- |
| Население, чел. | 6600 | 7266 | 7653 |

Городской совет Крайстчерча пытается развивать центральную часть города. Основное внимание уделяется южной части городского центра, где Совет приобрёл недвижимость застройщика Дэвида Хендерсона. Совет стремится увеличить количество жителей, проживающих в районе Четырёх Авеню до 30 000 человек к 2026 году. Однако если проанализировать данные переписи населения (за 1996, 2001 и 2006 годы) и экстраполировать их на 2026 год при необходимом приросте численности населения для достижения 30 000 жителей к 2026 году, то становится ясно, что это весьма амбициозная цель.

### Экономика
В городском центре большую часть площади занимают офисные здания, обеспечивающие около 26 000 рабочих мест. Одним из крупнейших работодателей Крайстчерча является городской совет, предоставляющий около 800 рабочих мест.
В южной части городского центра традиционно размещались производственные предприятия, но после спада в этой области многие компании были поглощены, закрылись или переместились за рубеж.

### Образование
В центре города находятся несколько образовательных учреждений. Политехнический университет Крайстчерча является крупнейшим из них. Есть множество языковых школ, предоставляющих базу для обучения азиатских студентов.
Также в центре города есть несколько школ:

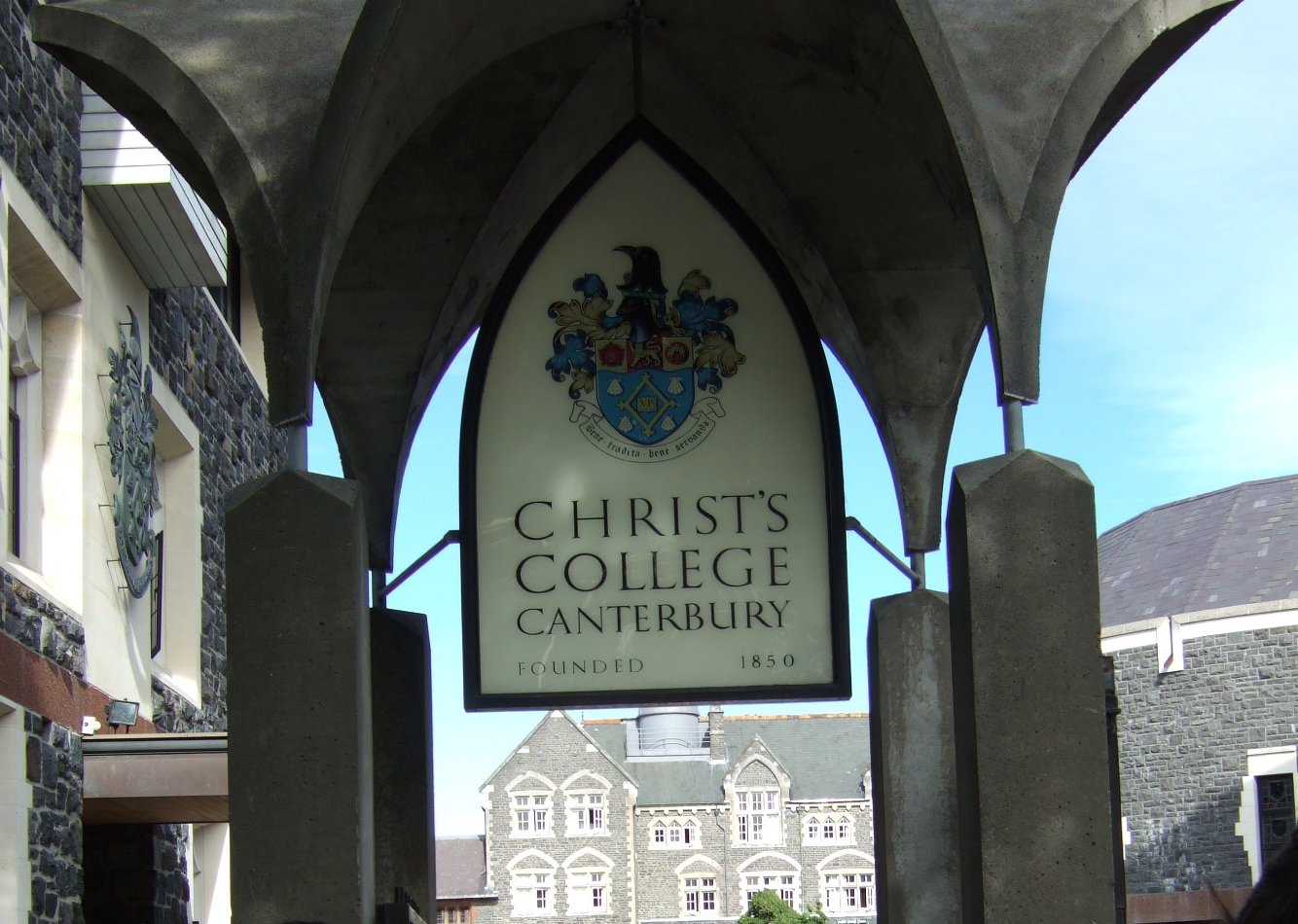
Главный вход в колледж Христа

- Колледж Христа — независимая[англ.] англиканская средняя школа, с дневным обучением[англ.] и школа-интернат для мальчиков. Основанная в 1850 году в Литтелтоне, как школа для первых поселенцев, колледж Христа является старейшей независимой школой в стране[34]. В колледже в настоящее время в старших классах обучается 647 школьников. Здание большой школы колледжа[англ.] является старейшим образовательным учреждением в Новой Зеландии, использующимся до сих пор[35].
- Церковная школа святого Михаила[англ.] — англиканская школа начального образования, обучение совместное.
- Колледж общины Хэгли[англ.] — вечерняя, не интегрированная школа. До 1965 года школа называлась Средней школой Западного Крайстчерча (англ. Christchurch West High School), которая была основана в 1858 году.
- Соборная школа грамматики[англ.] является независимой англиканской подготовительной школой. Она была основана в 1881 году для обучения 24 мальчиков, который пели в хоре собора Крайстчерча. Одна из немногих хоровых школ в Южном полушарии.
- Неограниченная школа Paenga Tawhiti[англ.] — муниципальная средняя школа в самом сердце делового района Крайстчерча. Она была создана в 2003 году на основе образовательного Фонда, находящегося в Крайстчерче (англ. Learning Discovery Trust)[36], который ранее открыл школу Discovery 1.
- Школа Discovery 1[англ.] — финансируемая государством начальная школа, находится в деловом районе Крайстчерча. Это инновационная школа, где все ключевые заинтересованные стороны (дети, родители и персонал) принимают активное участие в обучении[37].
- Школа восточного Крайстчерча[англ.] — государственная, не интегрированная начальная школа[38].
- Колледж католического собора[англ.] — интегрированная средняя школа. Обучение совместное. Она была основана в 1987 году в результате слияния двух школ: Колледжа Святого сердца для девочек и колледжа Ксавье для мальчиков.

### Зелёные зоны

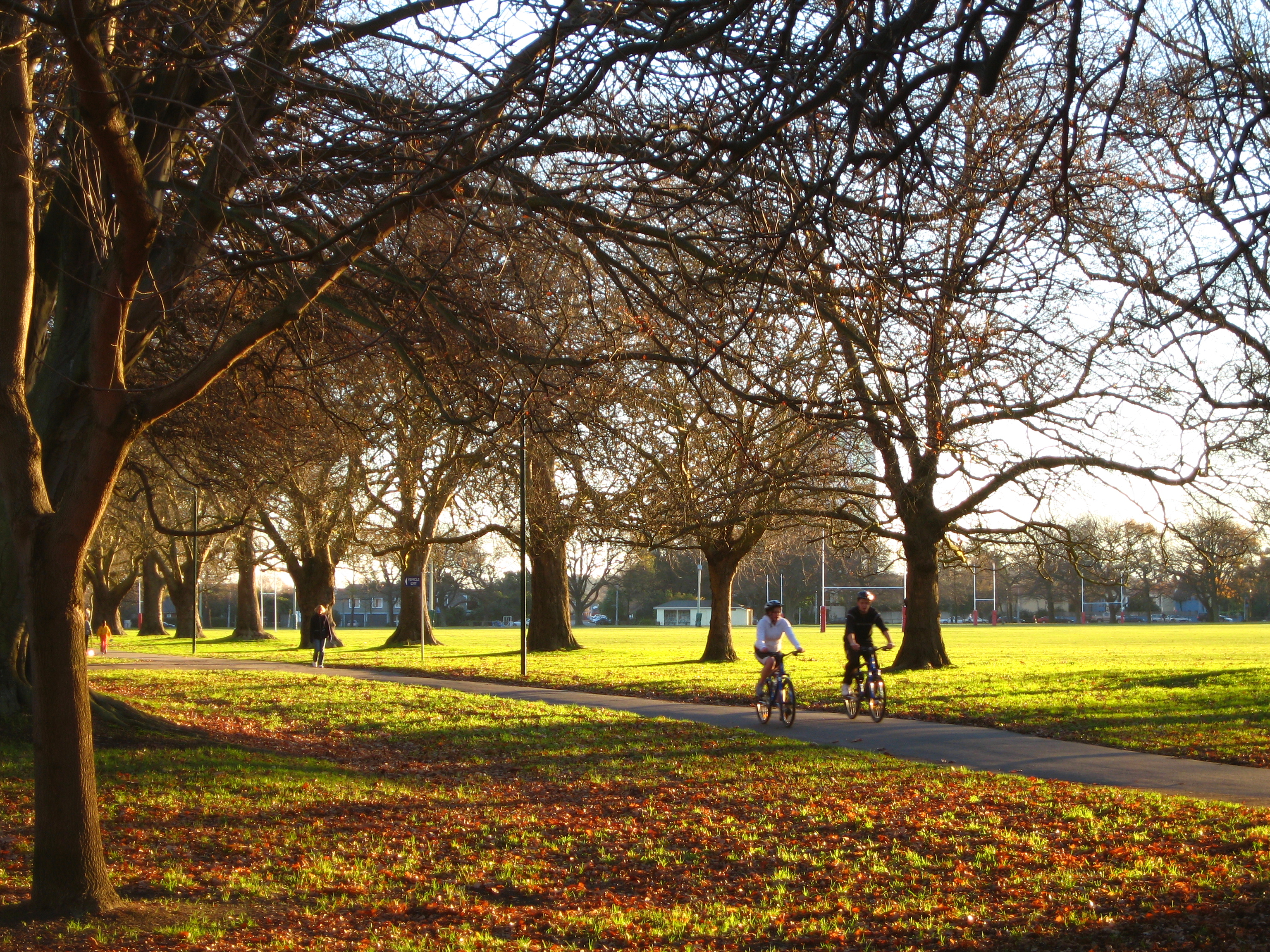
Вечер в Хэгли-парке

Хэгли-парк, площадью 165 га — самый большой парк в Крайстчерче. Парк был создан в 1855 году по инициативе правительства провинции. В соответствии с постановлением правительства, Хэгли-парк «будет всегда общественным парком, и будет открыт для отдыха и удовольствия публики». Хэгли-парк характеризуется широкими открытыми пространствами и большим количеством разнообразных деревьев. Хэгли-парк был назван в честь усадьбы лорда Литтелтона, который стал председателем Кентерберийской ассоциации в марте 1850 года.
Ботанические сады Крайстчерча — ботанический сад, основанный в 1863 году, когда 9 июля был посажен английский дуб в честь брака между принцем Альбертом и принцессой Александрой Датской. Сады занимают площадь 21 га и находятся неподалёку от реки Эйвон и Хэгли-парка.
Кладбище на улице Барбадос — большое зелёное пространство на северо-востоке от центра города. Оно является старейшим кладбищем города и открыто в 1851 году. Это место последнего упокоения многих первых жителей Крайстчерча. Кладбище разделено улицей Барбадос-стрит на две части: англиканскую на восточной стороне, и Римско-католическую вместе с представителями других религий на западе. Первоначально была предусмотрена гораздо большая территория для кладбища, но с созданием пригородов и деревень со своими кладбищами, стало ясно, что земли необходимо меньше. Кладбище была разделено в 1896 году, образовалась Черчилль-стрит, а восточная часть первоначального кладбища стала жилым районом.

## Транспорт
В связи с прямоугольной планировкой и наличием множества перекрёстков, в центральной части города установлено большое количество светофоров. Четыре пары улиц с односторонним движением расположены всего в нескольких сотнях метров от Кафедральной площади, что позволяет легко проехать через центр города. Авеню на севере, востоке и юге, окружающие центр города, как правило, шестиполосные, с разделителем полос посередине. На Фицджеральд и Били-авеню на этих разделителях растут деревья.
В центре города организовано около 30 000 парковочных мест для автомобилей (как на государственных, так и на частных парковках), в связи с чем городской центр обладает одним из самых высоких показателей по количеству парковочных мест в странах ОЭСР. Так как и вождение и парковка не представляют сложностей, в Крайстчерче большое количество автовладельцев.
Велоспорт является достаточно популярным в центральной части Крайстчерча, занимая второе место по количеству велосипедистов в Новой Зеландии (после Нельсона). Для велосипедистов городским советом организованы шесть бесплатных велостоянок.
Общественный транспорт в Крайстчерче — это в основном автобусы и такси. Есть и трамвайная линия, но она представляет собой по большей части туристический аттракцион. Она ограничена центральной частью города и не выполняет функцию общественного транспорта.
Городской совет построил автовокзал Bus Exchange между Личфилд-стрит и Кэшел-стрит в ноябре 2000 года. Новый транспортный узел Transport Interchange запланирован в районе Личфилд-стрит, Коломбо-стрит, Tуам-стрит и Дарем-стрит, так как нынешний автовокзал приближаются к максимуму загруженности.
Автобусы дальнего следования отправляются в основном от Вустер-стрит возле Кафедральной площади. Все местные автобусы, которые идут по центральной части города, заезжают на автовокзал. Предполагается, что междугородние и местные автобусные компании переедут в новый транспортный терминал. В дополнение к обычным автобусным услугам, в центре города есть бесплатный гибридный автобус, Shuttle.
Железнодорожная станция раньше находилась на южной границе городского центра, на Мурхаус-авеню, но была перенесена в пригород Риккартон.